# Eublemma truncatalis
Eublemma truncatalis is een vlinder van de familie van de spinneruilen (Erebidae). De wetenschappelijke naam van deze soort is voor het eerst voorgesteld als Silda truncatalis door Francis Walker in een publicatie uit 1863.
De soort komt voor in Maleisië (Sarawak).